# Lucifers kyrka

Lucifers kyrka är en kulturhistorisk plats nära samhället Storå i Lindesbergs kommun.
Lucifers kyrka är bildad av en gran och har uppkommit genom vegetativ föryngring, även kallat rotslagning. Platsen blev naturminnesförklarad 1980 eftersom den har ett kulturhistoriskt intresse och många sägner är kopplade till den. Den vårdas av Skogsvårdsstyrelsen, Naturvårdsverket och Länsstyrelsen.